# Ame Ogbomo
Amenaghawon Tekla Cecilia "Ame" Ogbomo född 31 augusti 1992, är en inte längre aktiv handbollsmålvakt.
Ame Ogbomo spelade för Kungälvs HK när hon slog igenom som handbollsmålvakt. Hon kom med i juniorlandslaget och var med i truppen som vann junior-VM i Dominikanska republiken. Året efter fick hon en benskada och kunde inte spela i U-19 EM. Moderklubben åkte ur damallsvenskan 2011. 2012 började hon spela för Kärra HF och spelade i elitserien en säsong, men redan året efter gick hon tillbaka till Kungälvs HK som spelade i division 1 Södra. Hon slutade sedan spela handboll snart. Gjorde ett inhopp i Boden Handboll IF:s elitseriekval 2016.
I juniorlandslaget spelade Ame Ogbomo 33 landskamper, men i U20 bara tre på grund av skadan nämnd ovan. Viktigaste insatsen var JVM-finalen 2010 där Ame Ogbomo hade 39 % räddningar.